# Echinolaena inflexa
Echinolaena inflexa là một loài thực vật có hoa trong họ Hòa thảo. Loài này được (Poir.) Chase mô tả khoa học đầu tiên năm 1911.